# Note
Note (jap. ノート zapis stylizowany note) – japoński serwis internetowy, który rozpowszechnia teksty, zdjęcia, ilustracje, muzykę i filmy. Został uruchomiony w kwietniu 2014 roku. Hasłem przewodnim serwisu jest „Twórz, łącz, dostarczaj”. Jest również używany jako oficjalna strona internetowa wielu firm i osób prywatnych.

## Historia
- Serwis wystartował w kwietniu 2014 roku[2].
- We wrześniu 2018 roku została uruchomiona funkcja e-commerce „note for shopping”[5].
- 25 listopada 2019 roku nazwa domeny note została zmieniona z note.mu na note.com[6].
- 6 marca 2023 roku uruchomiono funkcję importu/eksportu treści (funkcja ta została zapowiedziana w kwietniu 2021 roku)[7].